# براونزبرو (آلاباما)
براونزبرو (به انگلیسی: Brownsboro) یک منطقهٔ مسکونی در ایالات متحده آمریکا است که در آلاباما واقع شده‌است. براونزبرو ۱۹۰ متر بالاتر از سطح دریا واقع شده‌است.